# Ruzena Bajcsy
Ruzena Bajcsy, slovaško-ameriška inženirka in računalniška znanstvenica, * 1933, Bratislava, Češkoslovaška (danes Slovaška).
Ruzena Bajcsy je ameriška inženirka in računalniška znanstvenica, ki se je specializirana za robotiko in računalniški vid. Je profesorica elektrotehnike in računalništva na Univerzi Kalifornije v Berkeleyju kjer je tudi direktorica Emerita CITRIS-a (Centra za raziskave informacijske tehnologije v interesu družbe). 

## Zgodnje življenje
Bajcsyeva se je rodila leta 1933 v Bratislavi na Češkoslovaškem v judovski družini. Čeprav je bilo njeni družini prizaneseno privedbi v koncentracijsko taborišče, ker je bil oče gradbeni inženir, so konec leta 1944 nacisti ubili večino njenih sorodnikov. Bajcsy in njeno sestro, edino preživelo iz ožje družine, je v oskrbo vzel Rdeči križ kot vojno siroto; Bajcsy je pozneje odraščala v sirotišnicah in v rejništvu. Bila je dobra študentka v matematiki; izjavila je, da se je odločila za študij elektrotehnike, ker je takratna poklicna pot študentov matematike vodila k poučevanju, kar je v komunistični vzhodni Evropi zahtevalo zavezanost marksistično-leninistični ideologiji, ki je ona ni podpirala.

## Izobraževanje
V letih 1957 in 1967 je pridobila magisterij in doktorat iz elektrotehnike na Slovaški tehniški univerzi v Bratislavi, ter leta 1972 dodatni doktorat iz računalniških znanosti na Univerzi Stanford. Po svojem drugem doktoratu se je zaposlila na Univerzi Pensilvanije v Filadelfiji, kjer je leta 1979 ustanovila laboratorij GRASP (General Robotics, Automation, Sensing and Perception). Od leta 2003 do 2005 je bila v času Clintonovega predsedovanja članica Predsednikovega svetovalnega odbora za informacijsko tehnologijo. Nato je leta 2013 prevzela vodenje inštituta CITRIS na Univerzi Kalifornije, Berkeley, kjer je še vedno akademsko aktivna in ima vlogo zaslužnega direktorja.
Leta 2001 je prejela častni doktorat Univerze v Ljubljani. Novembrska številka revija Discover iz leta 2002 jo je uvrstila na seznam 50 najpomembnejših žensk v znanosti. Leta 2012 je prejela častni doktorat na Univerzi Pensilvanije in na Kraljevem tehnološkem inštitutu (KTH) na Švedskem.

## Dela
Napisala je več kot 225 člankov v revijah in zbornikih konferenc, 25 poglavij knjig in 66 tehničnih poročil ter bila v mnogih uredniških odborih. 

## Aktualne raziskave
Njene trenutne raziskave se osredotočajo na področja umetne inteligence; biosisteme in računalniške biologije; teorije upravljanja, inteligentnih sistemov in robotike; grafike in človeško-računalniška interakcije, računalniškega vida; in varnosti.   